# Chambon (equitazione)
Lo chambon è un attrezzo per l'addestramento dei cavalli. Parte dal sottopancia, si biforca circa a metà lunghezza, e prosegue fino a due anelli sulla testa del cavallo, alla base delle orecchie. Passando da questi due anelli, segue la direzione delle guance, e si collega agli anelli del filetto.
Lo chambon è un attrezzo avanzato, e dovrebbe essere usato solo da addestratori competenti, con un'eccellente conoscenza dell'arte del movimento alla corda. Lo chambon non è un mezzo per regolare rapidamente la posizione della testa del cavallo. Il suo solo scopo è di permettere lo sviluppo dei muscoli necessari.
Lo chambon non è progettato per essere utilizzato dalla sella.

## Uso dello chambon
Lo chambon aiuta il cavallo a sviluppare i muscoli della schiena e della parte superiore del collo. Applica una pressione sulla nuca e sulla bocca quando il cavallo alza la testa, e la diminuisce quando il cavallo si allunga e la abbassa verso il terreno. Quando il cavallo è lavorato alla corda correttamente, con lo chambon giustamente regolato, il cavallo si distende verso il basso e solleva la schiena.
Prima di usare lo chambon, è importante addestrare il cavallo a cedere correttamente alla pressione quando è lavorato alla mano. Se il cavallo non lo sa fare, può non essere in grado di abbassare la testa in risposta alla pressione, può essere preso dal panico e anche impennarsi.

## Svantaggi dello chambon
Se un cavallo non è lavorato alla corda in maniera opportuna, può cominciare a portarsi sugli anteriori. Lo chambon può anche causare indolenzimento dei muscoli del collo. L'uso scorretto può quindi deteriorare le andature del cavallo, cosa che poi potrebbe richiedere settimane di riaddestramento.